# Neoclytus cordifer
Neoclytus cordifer là một loài bọ cánh cứng trong họ Cerambycidae.